# 香港政治
香港政治由香港開埠開始，社會發展便同時受臨近的中國大陸和英國，形成有別於中國大陸和英國而自成的香港政治制度。

## 概要
大英帝國的構成是由英國作為中心，由東印度公司殖民統治的印度，以及各殖民地大體複製英國政治制度架構共同組成。英國有三個法律主權機構分支，各殖民地各自也有三個法律主權機構分支，英國有一個國家元首（英國君主），各殖民地各自也有一個元首代表（總督），英國有自己的政治社會和政治社群，各殖民地也各自有自身的一套政治和社會風貌。
香港在二戰前的政治制度參與者主要是洋人，不過華人上流社會人士也有組織起來尋求政治權力。當時的政治組織有香港憲制改革協會和九龍居民協會。事件有海員大罷工、省港大罷工、拘捕胡志明、楊慕琦計劃等。
香港在二戰後，港英政府開始大幅開放權力，推進本土化，華人政治參與也逐漸增加，由中上層及中產階層，教師和大學生為重要的參與者。早期的政治組織有香港民主自治黨、聯合國香港協會，後期則有教協、港同盟。事件有雙十暴動、九龍騷亂、六七暴動、香港前途談判、八八直選、一百萬人遊行等。社會運動有中文運動、保釣運動、民主運動。

## 主权移交后
1997年香港主權移交後，因為《中英聯合聲明》承諾「五十年不變」，所以制度大體沿用英治時期，继续實行原有英屬香港法律，政治社會和政治社群仍不同於中國大陸。
1997年後，租務管制被取消，1999年香港市政局及區域市政局被廢除，1995年已經廢除全部委任議員香港市政局和區域市政局是普選產生, 加上有自主財政實權及土地使用權，2012年政改方案獲通過及2015年香港區議會取消委任制，但雙普選遙遙無期，「中港融合」和「深港同城化」亦被政府積極提倡。
政治參與普及至草根階層和中學生。左翼思潮與本土主義興起。社會運動有香港本土運動、新媒體運動等。大型示威有2003年七一大遊行、2014年雨傘革命、2016年旺角騷亂、2019年反對逃犯條例修訂草案運動。個人政治事件有斯諾登事件、銅鑼灣書店事件、林榮基事件等等。政治議題有西九内地口岸区爭議、基本法二十三条立法、国民教育科、普教中、禁止參選立法會事件，逃犯條例修正案等
社會問題有貧富懸殊、世代衝突、中港矛盾、警民衝突、雙非問题、學童自殺潮、樓價過高、人權及自由度下降等等。
2020年6月30日，全國人大常委會通過的《香港特別行政區維護國家安全法》引起了多方質疑，認為香港原來的一國兩制已經變成「一國一制」。2021年3月，第十三屆全國人大四次會議通過《關於完善香港特別行政區選舉制度的決定》，香港選舉制度发生极大改变，部分人認為一國兩制正式邁向一國一制。